# Ali (cantante sudcoreana)
Ali, pseudonimo di Cho Yong-jin (조용진?; 20 novembre 1984), è una cantautrice sudcoreana.

## Biografia
Dopo il suo debutto nel 2009, acquisisce la fama tramite le apparizioni in spettacoli musicali, in particolare Immortal Song 2 su KBS2. Ha anche lavorato come professoressa in arti musicali applicata al Seoul Arts Technical College.
Ali ha pubblicato il suo primo album SOULri nel dicembre 2011, circa due anni dopo il suo debutto ufficiale. Una delle tracce contenute nell'album, Na Young, ha generato delle polemiche per via dei temi trattati dal testo, come quello sulla violenza sessuale, divenendo un caso pubblico in Corea del Sud, dove hanno accusato la cantante di essere insensibile. Ali avrebbe poi risolto la controversia rivelando che lei stessa era stata vittima di violenza sessuale. Dopo l'uscita del suo album, ha tenuto il suo primo vero concerto.
Ha anche cantato diverse canzoni con il duo Leessang tra cui Ballerino e I'm Not Laughing.

## Educazione
- Dankook University, Bachelor of Music and Life
- Sang Myung University Graduate School of Culture and Arts Department of Music Technology

## Discografia

### Album in studio
- 2011 – Soul-Ri: A Village With Soul (영혼이 있는 마을?)
- 2012 – ALi 'Immortal Classic'

### EP
- 2009 – After The Love Has Gone
- 2013 – Eraser
- 2014 – Turning Point
- 2015 – White Hole

### Colonne sonore
- 2012 – "Hurt" (Rooftop Prince OST)
- 2012 – "Carry On" (Faith OST)
- 2013 – "In My Dream" (Empire Of Gold OST)